# Orahovac
Orahovac (v srbské cyrilici Ораховац, albánsky  Rahovec) је město v jižní části Kosova, na silničním tahu mezi městy Đakovica a metropolí Prištinou. Administrativně spadá pod Đakovický okruh. V roce 2011 mělo město 15 892 obyvatel.
Město se rozkládá na rozhraní jihozápadního Kosova a regionu Drenica, v nadmořské výšce okolo 500 m n. m., na jižním svahu horského masivu Milanović. Území obce zasahuje až do oblastí s nadmořskou výškou okolo 1000 m n. m.

## Historie

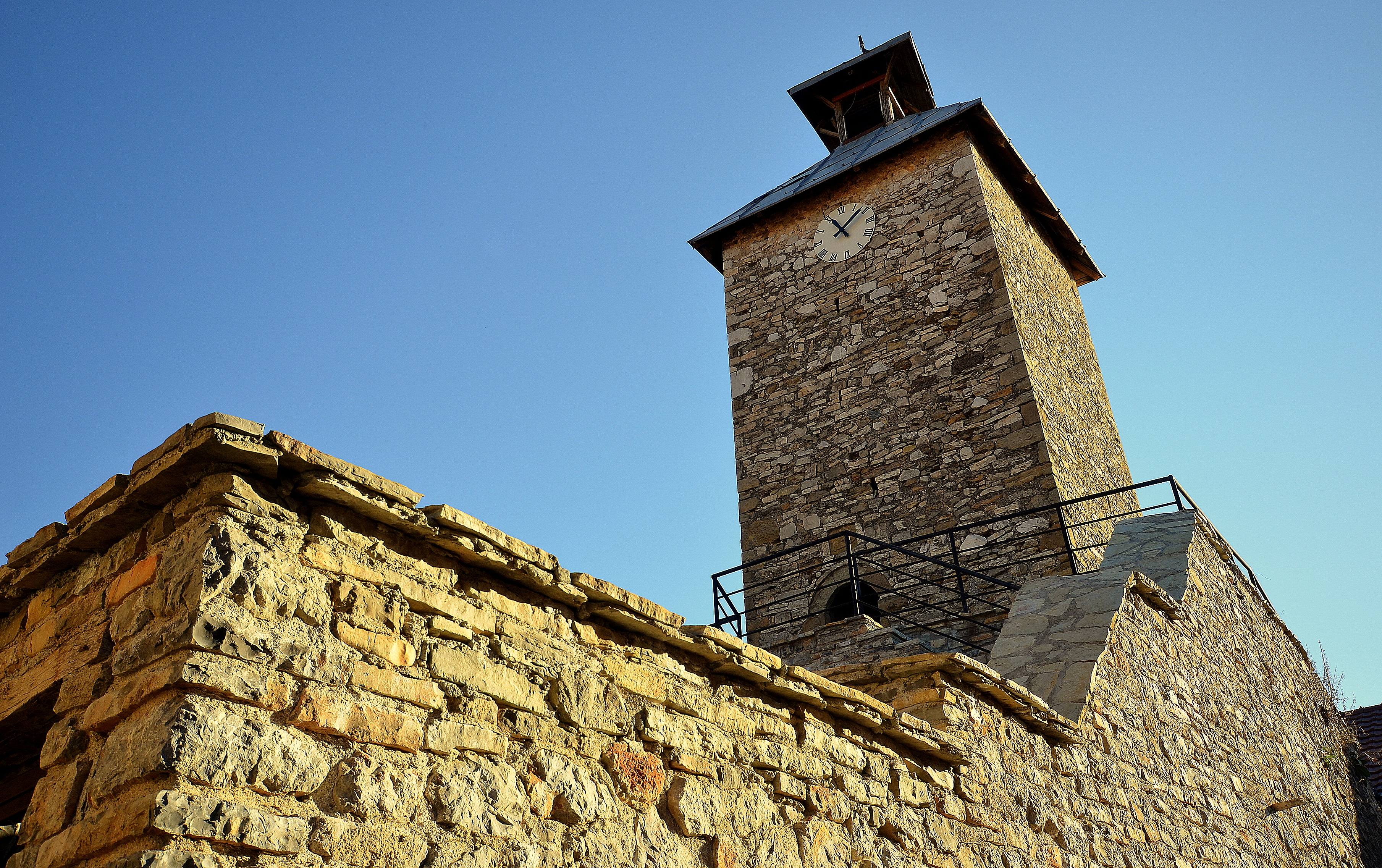
Hodinová věž v Orahovaci.

Na místě dnešního Rahovce stála již v dávných dobách osada. Svědčí o tom několik archeologických nálezů (včetně mincí, hrotů kopí apod.), které byly nalezeny během padesátých let 20. století. První písemná zmínka pochází z roku 1348.
Původně malá obec byla elektrifikována po druhé světové válce, byl zde vybudován i vodovodní systém, který je zásobován vodou z Radonjićského jezera. V této době bylo obyvatelstvo většinově (zhruba ze 3/4) albánské národnosti a z 1/4 srbské. Město se ve své moderní podobě rozšiřovalo z původního centra, které bylo umístěno v podhůří masivu Milanović směrem na jih a západ, až k údolí řeky Rimnik.
Po roce 1999 se podíl Srbů na počtu obyvatel Orahovace snížil. Do války zde byl rozšíření i místní dialek s názvem ravëqki/ravećki, který byl známý řadou přejímek ze srbského, bulharského a tureckého jazyka. Etnicky smíšená zůstala hlavně severní část města, po válce se někteří Srbové do města vrátili, jiní odešli do Kosovské Mitrovice nebo do centrálního Srbska.
V roce 2020 byla diskutována modernizace a přestavba místního náměstí.

## Kultura
V obci se nachází kulturní dům, jehož součástí je kinosál se 430 místy k sezení. Od roku 2000 působí v Orahovaci také německá vzdělávací organizace Schüler Helfen Leben.
V blízkosti města se nachází Klášter Zočište. Mezi místní kulturní památky patří hodinová věž (albánsky Kulla e sahatit), dále potom pravoslavný kostel Zesnutí přesvaté Bohorodice (srbsky Crkva uspenja presvete Bogorodice) nebo mešita Kadirve z poloviny 18. století.

## Doprava a ekonomika
Město nemá železniční spojení se zbytkem Kosova a regionu. 
Ekonomika města je založená na službách a na zemědělství, v okolí Orahovace se nacházejí četné vinice, jejichž tradice dosahuje stovek let. Mimo jiné jsou tam také ložiska dekorativního kamene a předpokládán je i výskyt chromu.
Ve městě má také vzniknout velká solární elektrárna.

## Známé osobnosti
- Bora Spužić, srbský zpěvák
- Nexhmije Pagarusha, kosovskoalbánská zpěvačka
- Shkëlzen Maliqi, bývalý kosovskoalbánský politik